# Meinrat Andreae
Meinrat O. Andreae (* 1949 in Augsburg) ist ein deutscher Biogeochemiker. Seit 1987 war er am Max-Planck-Institut für Chemie (MPIC) in Mainz als Direktor und Wissenschaftliches Mitglied tätig, 2017 ging er in den Ruhestand.

## Leben
Andreae studierte Mineralogie/Geochemie an den Universitäten in Karlsruhe und Göttingen. In seiner Diplomarbeit befasste er sich mit der chemischen Zusammensetzung und Isotopengeochemie von hochgradig metamorphen Gesteinen aus Südnorwegen. 1977 schloss er seine Promotion im Fachgebiet der Ozeanografie an der Scripps Institution of Oceanography der Universität von Kalifornien in San Diego ab. In seiner Doktorarbeit untersuchte er die chemische Speziation von Arsen im Ozean. Er fand dabei heraus, dass planktonische Algen den Oxidationszustand des Arsens im Meerwasser regulieren und eine Vielzahl von Organoarsenverbindungen synthetisieren. Ein „Nebenprodukt“ dieser Arbeiten war die Entdeckung, dass marines Phytoplankton auch die Ausgangsmaterialien für die flüchtige Schwefelverbindung Dimethylsulfid herstellt.
Meinrat O. Andreae lehrte von 1978 bis 1987 am Department of Oceanography an der Florida State University, erst als Assistant Professor, dann von 1982 bis 1986 als Associate Professor, und schließlich bis 1987 als Full Professor. In dieser Zeit erforschte er den biogeochemischen Schwefelkreislauf im Ozean und in der Atmosphäre. Zusammen mit Robert Charlson, James Lovelock, und Steve Warren entwickelte er die nach den Initialen der Autoren benannte CLAW-Hypothese. Diese besagt, dass Dimethylsulfid aus dem Ozean in der Atmosphäre zu Sulfatpartikeln umgewandelt wird, welche dann die Wolkenbildung und damit das Klima beeinflussen. Weitere Arbeiten aus dieser Zeit befassten sich mit biogeochemischen Umwandlungen der Verbindungen von Arsen, Antimon, Selen, Tellur und Zinn im marinen und terrestrischen Ökosystemen.
Im Jahr 1987 wurde er an das Max-Planck-Institut für Chemie (MPIC) in Mainz als Direktor und wissenschaftliches Mitglied berufen. Dort leitete er die mit seinem Eintritt in das Institut gegründete Abteilung Biogeochemie. Er setzte dort in den ersten Jahren seine Arbeiten über biogeochemische Spurenmetallkreisläufe fort und erweiterte seine Untersuchungen über die Aerosolbildung aus marinen Schwefelemissionen. Kampagnen in den Amazonaswald führten dann zu einem neuen Schwerpunkt, den biogeochemischen Austauschprozessen zwischen Tropenwäldern und Atmosphäre. Auf Expeditionen in den Kongo, den Amazonas, und ins südliche Afrika erforschte er die Emissionen aus Vegetationsfeuern, den Austausch von Spurengasen, und die Produktion biogener Aerosolpartikel. Seit dem Jahr 2000 stand die Erforschung der Rolle des atmosphärischen Aerosols im Klimasystem im Zentrum von Andreaes Forschungsarbeiten. Seit 2009 leitete er eine Arbeitsgruppe, in der Methoden der Isotopengeochemie und Massenspektrometrie auf Probleme aus der Paläoklimatologie und marinen Biogeochemie angewendet werden.
Als Gastprofessor lehrte Meinrat O. Andreae an der Universität von Antwerpen, dem National Center for Atmospheric Research in Boulder, der Universität von Kalifornien in Irvine und dem California Institute for Technology in Pasadena. Er ist Mitglied des wissenschaftlichen Lenkungsausschusses der „Large Scale Biosphere Atmosphere Experiment in Amazonia (LBA)“ und war Vorsitzender des internationalen wissenschaftlichen Programms IGBP „Integrated Land Ecosystem Atmospheric Processes Study (ILEAPS)“. Zudem engagiert sich Meinrat O. Andreae als Reviewing Editor der Zeitschrift „Science“. 2010 wurde er Fellow der American Association for the Advancement of Science und erhielt die Ehrendoktorwürde der Universität Gent. 2013 wurde er zum auswärtigen Ehrenmitglied der American Academy of Arts and Sciences gewählt, für 2014 wurde ihm die Waldo E. Smith Medal zugesprochen, für 2018 die Alfred Wegener Medal. Er ist seit 1995 Mitglied der Academia Europaea.
Meinrat O. Andreae hat zusammen mit seinen Mitarbeitern etwa 500 Artikel in wissenschaftlichen Zeitschriften und Büchern veröffentlicht.

## Forschung
Die Mitarbeiter der Abteilung Biogeochemie am MPIC untersuchen vorrangig (und in enger Zusammenarbeit mit der Abteilung Chemie der Atmosphäre) Wechselwirkungen zwischen der Atmosphäre und der Bio- bzw. Physiosphäre unseres Planeten. Es werden die von der Biosphäre (terrestrische und marine Pflanzen und Tiere), der Physiosphäre (Erdboden und Ozeane) und dem Menschen in die Atmosphäre eingebrachten Stoffe untersucht. Ihre Rückführung nach teilweiser Umwandlung in der Atmosphäre wird ebenfalls erforscht. Die Ergebnisse dieser Untersuchungen tragen zum Verständnis globaler Stoffkreisläufe bei. Sie werden außerdem genutzt, um die sehr komplexen und weltweit gekoppelten Klimavorgänge zu verstehen. Mit Hilfe von Modellrechnungen kann dann der zum Teil nachhaltige Einfluss der Menschheit auf diese Vorgänge und die sich daraus ergebenden Folgen abgeschätzt werden.

## Video
- Video-Abstrakt über Andreaes Forschung zur Wolkenbildung